# Leopoldo Ruiz y Flóres
Leopoldo Ruiz y Flóres (* 13. November 1865 in Amealco, Querétaro; † 12. Dezember 1941 in Morelia, Michoacán) war einer der mexikanischen Bischöfe, die beauftragt waren, die Abkommen zu unterzeichnen, mit denen der bewaffnete Konflikt der Guerra Cristera in Mexiko zwischen 1926 und 1929 beendet wurde.

## Leben
Im Alter von 11 Jahren trat Ruiz y Flóres in ein Josefiner-Kolleg in Mexiko-Stadt ein und wurde 1881 nach Rom zum Päpstlichen Lateinamerikakolleg geschickt, um an der Gregoriana Theologie zu studieren. Er erhielt drei Doktortitel, einen in Philosophie, einen weiteren in Theologie und den dritten im Kirchenrecht. Nachdem er 1888 in Rom die Priesterweihe empfangen hatte, kehrte er um 1889 nach Mexiko zurück.
1892 erhielt er den Lehrstuhl für Philosophie am Priesterseminar in Mexiko-Stadt und eine Pfarrstelle an einer Kirche in Tacubaya. Am 12. November 1900 wurde er zum Bischof der Diözese León ernannt. Die Bischofsweihe spendete ihm am 27. Dezember desselben Jahres der Erzbischof von Mexiko Próspero María Alarcón y Sánchez de la Barquera; Mitkonsekratoren waren Santiago de los Santos Garza Zambrano, Erzbischof von Linares o Nuevo León, und Francisco Plancarte y Navarrette, Bischof von Cuernavaca.
1907 wurde er zum Erzbischof von Linares (Monterrey) ernannt und 1911 in die Erzdiözese Michoacán versetzt. 1914 wurde er durch die religiösen Konflikte des Landes ins Exil getrieben und lebte einige Zeit in Chicago in den USA.
Im November 1925 verlieh ihm Papst Pius XI. den Titel eines Päpstlichen Thronassistenten.
Im Jahr 1929 wurde er Apostolischer Delegat und unterzeichnete die Vereinbarungen mit dem mexikanischen Staat unter der Leitung von Plutarco Elías Calles. Später wurde er wieder ins Exil verbannt, obwohl er 1938 in seiner Erzdiözese, die seit 1924 Erzbistum Morelia hieß, sein 50-jähriges Priesterjubiläum feiern konnte.